# Bataille du Mans (1793)
Pour les articles homonymes, voir Bataille du Mans.
Guerre de Vendée
Batailles
La bataille du Mans (12 et 13 décembre 1793) est une bataille de la guerre de Vendée, constituant l'un des épisodes de la Révolution française. Elle se solde par la déroute des forces vendéennes face aux troupes républicaines, lors de la Virée de Galerne. 

## Prélude
Victorieuse à La Flèche après avoir échoué à franchir la Loire à Angers, l'armée vendéenne, désemparée et toujours harcelée par la cavalerie républicaine, poursuit sa marche en direction du Mans. Ses effectifs sont alors considérablement réduits : l'armée catholique et royale, constituée de moins de 20 000 hommes, traîne toujours avec elle des milliers de blessés, de femmes et d'enfants. De 80 000 personnes au départ de la Virée de Galerne, les Vendéens ne sont plus que 40 000. Souffrant de la famine et du froid, ravagés par une épidémie de dysenterie à caractère gangréneux, atteints par le typhus ou la fièvre putride, ils cherchent essentiellement à se procurer des vivres.
Après avoir dispersé 4 000 républicains en une demi-heure à Pontlieue, les Vendéens, démoralisés et ayant perdu une bonne partie de leur armement, parviennent cependant à s'emparer du Mans le 10 décembre, à 4 heures de l'après-midi. Ils se répandent dans la ville, où ils trouvent tout le ravitaillement nécessaire, en vivres et en vêtements. Cependant, le moral reste bas, la maladie continue de faire des ravages et les soldats, trop affaiblis et s'occupant des familles, ne peuvent plus mettre la ville en état de défense, alors que l'armée républicaine, réorganisée depuis la déroute de Dol, se prépare à l'assaut.

## La bataille

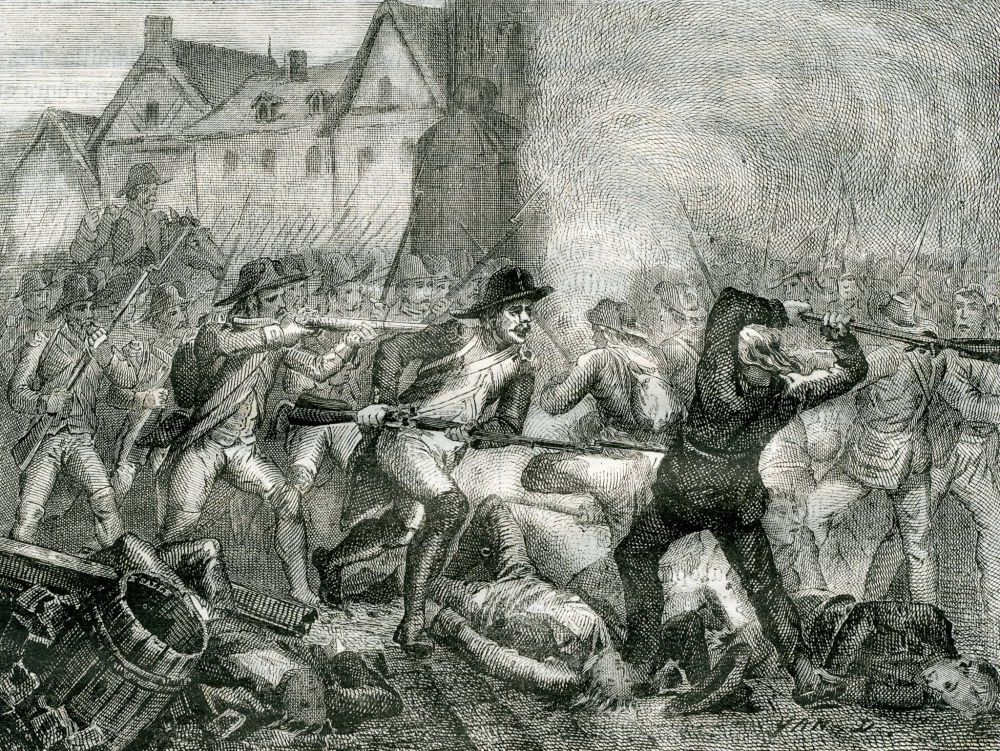
Défaite des Vendéens au Mans, illustration de Yan' Dargent, 1866.

Le 12 décembre 1793, au petit matin, l'avant-garde républicaine, commandée par Westermann et Muller, fait son apparition devant la ville. Henri de La Rochejaquelein, secondé par Talmont, rassemble alors 3 000 hommes, essentiellement des chouans, et se porte à la rencontre des républicains. Il réussit à leur tendre une embuscade dans un bois situé près de la ville. Les cavaliers de Westermann, surpris, doivent battre en retraite, tandis que la division Muller prend peur dès les premiers coups de fusil. Les républicains sont sur le point d'être écrasés, lorsque la division du général Jacques Delaistre de Tilly, de l'Armée des côtes de Cherbourg, arrive en renfort sur le champ de bataille. Cédant à leur tour à la panique, les Vendéens prennent la fuite et se réfugient dans la ville. La Rochejaquelein tente alors de rassembler ses forces dispersées ; la plupart des Vendéens ne se sont même pas rendu compte que les républicains sont si proches.
Peu de temps après, François Séverin Marceau, général en chef républicain, arrive à son tour sur les lieux de la bataille et fait rassembler toutes ses troupes à Cérans-Foulletourte. Il est suivi de Kléber et des troupes de l'armée de Mayence, dont l'intervention est prévue dans les heures suivantes. Marceau veut attendre l'arrivée de ces troupes avant de passer à l'attaque décisive, mais Westermann, impatient, lance ses troupes à l'assaut, obligeant Marceau à le soutenir.
L'armée républicaine entre dans la ville à la tombée de la nuit, emportant d'assaut toutes les barricades qu'elle rencontre. Les Vendéens sont totalement désorganisés. Le chaos règne dans la ville où, pendant toute la nuit, les combats de rue sont acharnés.
Toussaint du Breil de Pontbriand écrit, plus tard, dans ses mémoires, d'après des témoignages recueillis : 

« Rien ne peut égaler la confusion et le désordre qui régnaient dans la ville, les rues étaient remplies de canons, caissons, voitures, équipages de tout espèce, qui encombraient l'armée. Une multitude de femmes et d'enfants cherchaient leurs parents et interrogeaient des gens qui ne leur répondaient qu'en les interrogeant eux-mêmes. On ne pouvait même réussir à se faire indiquer la route de Laval. Les hommes, les chevaux morts, remplissaient les rues, et on ne marchait que sur des cadavres, les cris des blessés, placés sur des voitures ou dans les maisons, comblaient la mesure de cette scène d'horreur. »

La Rochejaquelein, constatant la défaite, ne songe désormais plus qu'à protéger la retraite des survivants en direction de la route de Laval, la seule libre, en passant par la porte Dorée et le pont sur la Sarthe. Les Vendéens déploient quatorze canons à la sortie de la ville. Ils parviennent ainsi à couvrir la retraite des fuyards et à tenir en respect les Républicains.
Cependant, des milliers de Vendéens, non-combattants pour la plupart, retranchés dans des maisons, sont encore bloqués à l'intérieur de la ville. Des groupes de soldats vendéens y forment toujours des îlots éparpillés de résistance, qui parviennent à tenir toute la nuit, avant d'être anéantis par l'artillerie républicaine du général François Carpentier : les canons ouvrent le feu sur les bâtiments d'où partent des tirs, écrasant les civils sous les décombres.

La bataille tourne ensuite au massacre : les blessés, les femmes et les enfants réfugiés dans les maisons en sont délogés et mis en pièces par les soldats républicains. Marceau sauve des milliers de prisonniers, mais il ne peut empêcher le massacre. À ce moment, Kléber arrive en renfort avec ses troupes, mais la bataille est finie.  Lui aussi tente en vain de s'opposer au massacre. Dans ses mémoires, il rapporte : 

« On ne saurait se figurer l'horrible carnage qui se fit ce jour-là, sans parler du grand nombre de prisonniers de 
tout sexe, de tout âge et de tout état qui tombèrent en notre pouvoir. »

Certains Vendéens parvenus à sortir de la cité sont reconduits dans celle-ci et livrés à la vindicte, tandis que d'autres sont sauvés par l'intervention de protecteurs, telle la propre mère du général François Roch Ledru des Essarts. De son côté, Westermann rassemble ses hussards et, suivi des régiments d'Armagnac et d'Aunis, se lance à la poursuite des Vendéens. Tous les traînards sont massacrés, la plupart par des paysans sarthois. Cependant, le gros de l'armée vendéenne, réduite de moitié, réussit à gagner Laval le 14 décembre. Les cavaliers républicains restent à distance des faubourgs puis font alors demi-tour.
Quelques heures après la bataille, Benaben la décrit dans un long récit dans une lettre adressée à Jean-Antoine Vial, procureur syndic de Maine-et-Loire. Les corps des victimes sont ensevelis dans des charniers.

## Bilan humain

### Estimations des contemporains
Les différents récits des témoins de la bataille s'accordent pour décrire l'ampleur du carnage ; cependant, les estimations du nombre de tués divergent. D'après les divers témoignages, entre 10 000 et 20 000 Vendéens sont tués, tant durant les combats qu'au cours des massacres, dont 2 000 à 5 000 à l'intérieur de la ville, les autres dans les campagnes.
Le 13 décembre, quelques heures après la fin de la bataille, les citoyens Piau et Dupuis, dans leur rapport à Rochelle, correspondant du comité de Saint-Calais, écrivent qu'ils n'ont aperçu que des cadavres, aussi bien des hommes que des femmes, depuis Pontlieue jusqu'à la Place des Halles, et que le nombre des morts vendéens est de 6 000. Ils ajoutent cependant qu'au moment où ils écrivent leur rapport, des voitures ramènent encore au Mans des blessés et des malades qui vont être fusillés. Les citoyens Barré et Boulfard évoquent également une perte de 6 000 hommes dans les rangs des Vendéens. Dans un rapport à leur commune, deux citoyens de Mamers écrivent que les Vendéens ont perdu 4 000 hommes, depuis Pontlieue jusqu'à la Croix-d'Or.
Le 14 décembre, lendemain du combat, le sans-culotte Blavette, autre correspondant de Saint-Calais, écrit avoir compté 600 cadavres dans les rues du Mans qu'il a parcourues. Il estime le nombre total des morts vendéens à 4 000 hommes « tués en combattant ou fusillés après le combats ». Le même jour, Legrand, commissaire du comité de Saint-Calais, parcourt le Mans et ses environs ; il estime quant à lui le nombre des morts vendéens de 12 000 à 15 000 hommes, tant dans la ville que dans les campagnes.
Le 14 également, le correspondant de Saint-Maixent écrit que les rebelles ont laissé de 9 000 à 10 000 morts depuis Le Mans jusqu'à Coulans. Le lendemain, il ajoute que 500 prisonniers vont être fusillés et que, sur la route de Laval, à trois lieues au-delà du Mans, « il y avait une plus grande quantité de cadavres que dans Le Mans même. » Deux jours plus tard, un courrier envoyé depuis Vibraye aux administrateurs de Mondoubleau évoque également une perte de 9 000 à 10 000 hommes chez les « brigands » – c'est ainsi que les Vendéens sont désignés par leurs adversaires –, tant au Mans que dans les campagnes.
Le 16 décembre, Lebreton, correspondant de Mondoubleau, écrit que, de Pontlieue jusqu'au bois de Pannetières, les rebelles ont laissé 6 000 morts, de « l'un et l'autre sexe ». Le 19 décembre, le représentant Garnier de Saintes va jusqu'à évoquer une perte de 18 000 hommes chez les Vendéens – cependant, depuis la bataille de Pontlieue, Garnier se trouve à Alençon et n'a donc pas pu assister à la bataille.
Du côté des royalistes, Victoire de Donnissan de La Rochejaquelein, à l'époque jeune veuve du général de Lescure, écrit dans ses mémoires en 1811 que 15 000 personnes ont péri dans la déroute du Mans : « Ce ne fut pas au combat qu'il en mourut le plus ; beaucoup furent écrasés dans les rues du Mans ; d'autres, blessés et malades, restèrent dans les maisons, et furent massacrés ; il en mourut dans les fossés et dans les champs voisins de la route. » Pour Toussaint du Breil de Pontbriand, les combats et les massacres font plus de 20 000 victimes. Celui-ci écrit dans ses mémoires d'après les témoignages du chef chouan Aimé Picquet du Boisguy, lequel combat dans les rues du Mans jusqu'à 9 heures du soir : « Les Républicains massacrèrent de sang-froid les femmes, les enfants, les blessés et les prisonniers, dont le nombre excédait vingt mille, et la ville, après ces exécutions, fut plongée dans un horrible silence. »
D'après le commissaire Maignan, 2 300 Vendéens sont tués à l'intérieur de la ville, tandis que les pertes républicaines s'élèvent à environ 100 tués et au moins 400 blessés. Dans son rapport, le général François Séverin Marceau déclare que les pertes de ses troupes sont de 30 morts et 150 blessés. De leur côté, les administrateurs républicains de la Sarthe évaluent le nombre de morts vendéens à 5 000 à l'intérieur de la ville du Mans, et à 10 000 sur la route du Mans à Laval. Le représentant en mission Benaben écrit même que les paysans sarthois y ont tué un plus grand nombre d'hommes que les soldats républicains.

### Estimations des historiens
Pour Jean-Clément Martin, au moins 10 000 personnes ont été tuées dans les combats et la répression - voir son intervention dans la journée consacrée à cette bataille en décembre 2023. Pour André Lévy, 2 500 personnes au moins sont enterrées sous la place des Jacobins, près de l'hôtel-Dieu, et à Pontlieue.
En 2009-2010, neuf charniers contenant les corps d'environ 200 victimes ont été découverts place des Jacobins, au Mans. L'Inrap, à la suite de cette découverte, situe le nombre de victimes entre 2 000 et 5 000.